# Ханза (спомагателен крайцер)
Ханза (на немски: Hansa, няма HSK номер) е спомагателен крайцер на Немския флот от времето на Втората световна война. Това е преустроения товарен кораб „Гленгари“ (на английски: Glengarry), в германския флот е познат като „Шиф-5“ (на немски: Schiff 5), в Кралския флот няма рейдерско обозначение.

## История
Датският товаропътнически кораб „Гленгари“ е построен в Копенхаген през 1939 година. След окупацията на Дания от Германия е конфискуван от немците, преименуван е на „Меерсбург“ и преоборудван в учебен кораб мишена за 27-ма флотилия подводници.
През зимата на 1942/43 е изпратен в корабостроителницата „Уилтън“ в Ротердам, а след това в Амбург, където е преоборудван в спомагателен крайцер с обозначение „Съд №5 (II)“. В бойни действия, в това си качество, не е участвал.

## Бойни действия
През февруари 1944 г. е направен на учебно-тренировъчен кораб.
От септември 1944 г. до май 1945 г. се използва като войскови транспорт за евакуация на войски и население от Балтика, превозва над 12 000 души.
На 4 май 1945 г. се натъква на мина, но остава на вода.

### Съдба
На 20 май 1945 г. пристига във Фемарн, където е интерниран. При разделянето на германския флот се пада на Великобритания, а през 1946 г. е продаден на Дания.
Под различни имена плава до 1971 г., когато е предаден на скрап.

## Коментари
1. ↑  От на немски: Handelsstörkreuzer, което означава спомагателен крайцер.
2. ↑  Според други данни има и той е HSK 5(II), индексът показва, че е вторият съд с този номер. Първият е „Пингвин“.
3. ↑  „Шиф-5“ (нем. „Schiff 5“) – в превод от немски език означава „Плавателен съд № 5“.